# Juventud Rebelde
Juventud Rebelde è un quotidiano cubano, organo ufficiale della Unione dei Giovani Comunisti. Fu fondato il 21 ottobre 1965 da Fidel Castro, che lo definì "un quotidiano destinato fondamentalmente alla gioventù, con argomenti che interessano ai giovani, ma che deve essere considerato un quotidiano di qualità, i cui argomenti che tratta possano interessare tutti quanti".